# 劍雨
《劍雨》（英語：Reign of Assassins）是2010年的两岸三地合作華語武侠片，由香港導演吳宇森監製，台灣導演蘇照彬執導，由盧米埃電影股份有限公司、北京小馬奔騰電影有限公司及香港寰亞電影联合出品。本片2010年9月28日於中国大陆、10月7日於香港、10月22日於台灣分别上映。

## 劇情
在公元428年，天竺高人羅摩努占出家為僧，東渡中原，練成絕世武功。他死後，遺體下落不明。武林相傳只要得到分開的遺體，參透箇中玄機，即能練成絕世神功，稱霸武林，於是，各路江湖高手蠢蠢欲動。 
數百年後的明朝萬曆年間或以後，一個名為「黑石」的暗殺組織橫行江湖，當中心狠手辣、從未失手的「細雨」（林熙蕾飾）在一次暗殺任務中，殺死了朝廷命官首輔張海端，其子張人鳳（郭曉冬飾）卻僥倖逃過。 
這一次暗殺行動中，細雨遇上武藝高強的修行僧陸竹（李宗翰飾）。陸竹盼細雨能放下屠刀，儘管陸竹武功高過細雨，在糾纏三個月的對招之中屢屢點出細雨的破綻，卻始終無法點化細雨；最後陸竹讓招刻意死於細雨劍下，用自己的生命感化了細雨，她決定告別殺手生涯，另求新生，而落入她手上的羅摩祖師遺體，她決定把遺體安放於雲何寺，讓祖師能入土為安，免得再掀江湖風浪。
另外，為了隱避「黑石」組織的追查，她更易容，且以佛寺中一座洪武年間的女子墓碑名改名為「曾靜」（楊紫瓊飾），隱身於京城內，企求平凡安定的日子。就在遇上老實人江阿生（鄭雨盛飾）之後，曾靜更認定自己找到生命真愛，兩人共結連理，豈料，「黑石」巨額懸賞要取回羅摩祖師遺體，以及細雨的首級。但這個時候，有一個更大的秘密，就藏在「曾靜」的枕邊人江阿生的身上，曾靜不忍江湖仇殺，退出江湖，而易容後的她，真能擺脫「黑石」組織的掌控，重新做人嗎？

## 演員
| 演員   | 角色                        |
| 楊紫瓊 | 曾靜 (細雨，易容後化名)     |
| 鄭雨盛 | 江阿生 (張人鳳，易容後化名) |
| 林熙蕾 | 細雨 (易容前)               |
| 郭曉冬 | 張人鳳 (易容前)             |
| 李宗翰 | 陸竹                        |
| 金士杰 | 李鬼手                      |
| 王學圻 | 轉輪王 (曹峰)               |
| 徐熙媛 | 葉綻青                      |
| 吳佩慈 | 崆峒青劍                    |
| 余文樂 | 雷彬                        |
| 江一燕 | 田青彤，雷彬之妻            |
| 戴立忍 | 彩戲師连绳                  |
| 鮑起靜 | 蔡婆                        |
| 游本昌 | 見痴方丈                    |
| 佟 磊  | 唐公公                      |

## 工作人员
- 导演：蘇照彬
- 监制：吳宇森
- 动作指导：董玮
- 原创音乐：金培达
- 編劇：蘇照彬
- 攝影師：黃永恆
- 服裝設計：和田惠美

## 文學引用
最終決鬥的四句劍術心訣，取自『菜根譚』：「藏巧於拙，用晦而明，寓清於濁，以屈為伸，真涉世之一壺，藏身之三窟也。」貫穿本片首尾，巧妙呼應劇中人物的處境。
戴立忍飾演的彩戲師所使用的特殊攻擊性武器——神仙索是取自中國古典文學名著《聊齋誌異》裡面卷一的〈偷桃〉。在蒲松齡的筆下，偷桃的故事是敘述一對雜戲的父子應大官的要求而表演偷桃的戲法，父親先將繩子拋到空中，繩子就像勾住東西一樣牢牢掛在雲端，而兒子順著繩子爬到雲端後消失不見，後來就從天上掉下幾顆桃子，又過一會，天上掉下來兒子被五馬分屍的四肢。在這部電影中彩戲師用同樣的戲法讓自己消失不見，唯一不同的是，聊齋掉下來的是假屍塊，而在電影中掉下來的是用草做的假人身體。

## 獎項及提名
| 年度 | 颁奖典礼                   | 奖项             | 姓名                                                                      | 结果 |
| ---- | -------------------------- | ---------------- | ------------------------------------------------------------------------- | ---- |
| 2011 | 第5屆亞洲電影大獎          | 最佳編劇         | 蘇照彬                                                                    | 提名 |
| 2011 | 第5屆亞洲電影大獎          | 最佳女主角       | 楊紫瓊                                                                    | 提名 |
| 2011 | 第5屆亞洲電影大獎          | 最佳原創音樂     | 金培達、褚鎮東                                                            | 提名 |
| 2011 | 第17屆香港電影評論學會大獎 | 推薦電影         | 《劍雨》                                                                  | 獲獎 |
| 2011 | 第17屆香港電影評論學會大獎 | 最佳編劇         | 蘇照彬                                                                    | 提名 |
| 2011 | 第17屆香港電影評論學會大獎 | 最佳導演         | 蘇照彬                                                                    | 獲獎 |
| 2011 | 第30屆香港電影金像獎       | 最佳導演         | 蘇照彬                                                                    | 提名 |
| 2011 | 第30屆香港電影金像獎       | 最佳電影         | 《劍雨》                                                                  | 提名 |
| 2011 | 第30屆香港電影金像獎       | 最住男配角       | 王學圻                                                                    | 提名 |
| 2011 | 第30屆香港電影金像獎       | 最佳攝影         | 黃永恆                                                                    | 提名 |
| 2011 | 第30屆香港電影金像獎       | 最佳剪接         | 張嘉輝                                                                    | 提名 |
| 2011 | 第30屆香港電影金像獎       | 最佳美術指導     | 楊百貴、蘇國豪                                                            | 提名 |
| 2011 | 第30屆香港電影金像獎       | 最佳服裝造型設計 | 和田惠美                                                                  | 提名 |
| 2011 | 第30屆香港電影金像獎       | 最佳動作設計     | 董瑋                                                                      | 提名 |
| 2011 | 第30屆香港電影金像獎       | 最佳視覺效果     | 胡升忠                                                                    | 提名 |
| 2011 | 第30屆香港電影金像獎       | 最佳原創電影音樂 | 金培達                                                                    | 提名 |
| 2011 | 第30屆香港電影金像獎       | 最佳原創電影歌曲 | 《劍雨浮生》 主唱：薩頂頂、吳青峰 作曲：薩頂頂、彭勃 填詞：薩頂頂、李木子 | 提名 |

## 線上遊戲
電影劍雨在2011年被製作成為网络游戏。 

## 資料來源
1. ↑  .   [2011-10-01]. （原始内容存档于2012-02-09）.
2. ↑  《聊齋志異》
3. ↑  .   [2012-02-29]. （原始内容存档于2012-02-08）.

## 外部連結
- YouTube上的劍雨浮生（song）
- Yahoo奇摩電影上《劍雨》的資料（繁體中文）
- MSN娛樂上《劍雨》的資料（繁體中文）

- 開眼電影網上《劍雨》的資料（繁體中文）
- 豆瓣电影上《劍雨》的資料 （简体中文）
- 时光网上《劍雨》的資料（简体中文）
- AllMovie上《劍雨》的资料（英文）
- 爛番茄上《劍雨》的資料（英文）
- 香港影庫上《劍雨》的資料（繁體中文）
- 互联网电影数据库（IMDb）上《劍雨》的资料（英文）
- Reign of Assassins (Jianyu) at Michelle Yeoh Web Theatre（页面存档备份，存于）